# Mindszentkálla
Mindszentkálla je obec v Maďarsku v župě Veszprém.
Rozkládá se na ploše 10,84 km² a v roce 2024 zde žilo 229 obyvatel.